# 宮澤内閣 (改造)
宮澤改造内閣（みやざわかいぞうないかく）は、衆議院議員・自由民主党総裁の宮澤喜一が第78代内閣総理大臣に任命され、1992年（平成4年）12月12日から1993年（平成5年）8月9日まで続いた日本の内閣。
前の宮澤内閣の改造内閣である。結党以来55年体制下で38年間政権与党の座を維持してきた自由民主党は、この内閣の退陣によって初めて下野した。

## 内閣の顔ぶれ・人事

### 国務大臣
1992年（平成4年）12月12日任命。在職日数241日。 
| 職名                            | 氏名       | 氏名 | 出身等                       | 特命事項等                                          | 備考                                           |
| ------------------------------- | ---------- | ---- | ---------------------------- | --------------------------------------------------- | ---------------------------------------------- |
| 内閣総理大臣                    | 宮澤喜一   |      | 衆議院 自由民主党 （宮澤派） | 農林水産、郵政大臣、 経済企画庁、科学技術庁長官兼任 | 自由民主党総裁 留任                            |
| 副総理                          | 渡辺美智雄 |      | 衆議院 自由民主党 （渡辺派） | 内閣総理大臣臨時代理 （副総理） 外務大臣兼任        | 留任 1993年4月7日免                            |
| 副総理                          | 後藤田正晴 |      | 衆議院 自由民主党 （無派閥） | 内閣総理大臣臨時代理 （副総理） 法務大臣兼任        | 1993年4月8日任                                 |
| 法務大臣                        | 後藤田正晴 |      | 衆議院 自由民主党 （無派閥） |                                                     | 再入閣                                         |
| 外務大臣                        | 渡辺美智雄 |      | 衆議院 自由民主党 （渡辺派） |                                                     | 留任 1993年4月7日免                            |
| 外務大臣                        | 武藤嘉文   |      | 衆議院 自由民主党 （渡辺派） |                                                     | 1993年4月8日任 再入閣                          |
| 大蔵大臣                        | 林義郎     |      | 衆議院 自由民主党 （宮澤派） |                                                     | 再入閣                                         |
| 文部大臣                        | 森山眞弓   |      | 参議院 自由民主党 （河本派） |                                                     | 再入閣                                         |
| 厚生大臣                        | 丹羽雄哉   |      | 衆議院 自由民主党 （宮澤派） |                                                     | 初入閣                                         |
| 農林水産大臣                    | 田名部匡省 |      | 衆議院 自由民主党 （加藤G）  |                                                     | 留任 1993年8月4日免                            |
| 農林水産大臣                    | 宮澤喜一   |      | 衆議院 自由民主党 （宮澤派） | 内閣総理大臣、郵政大臣兼任                          | 1993年8月4日兼 自由民主党総裁                  |
| 通商産業大臣                    | 森喜朗     |      | 衆議院 自由民主党 （三塚派） |                                                     | 再入閣                                         |
| 運輸大臣                        | 越智伊平   |      | 衆議院 自由民主党 （渡辺派） |                                                     | 再入閣                                         |
| 郵政大臣                        | 小泉純一郎 |      | 衆議院 自由民主党 （三塚派） |                                                     | 再入閣 1993年7月20日免                         |
| 郵政大臣                        | 宮澤喜一   |      | 衆議院 自由民主党 （宮澤派） | 内閣総理大臣兼任                                    | 1993年7月20日兼 自由民主党総裁                 |
| 労働大臣                        | 村上正邦   |      | 参議院 自由民主党 （渡辺派） |                                                     | 初入閣                                         |
| 建設大臣                        | 中村喜四郎 |      | 衆議院 自由民主党 （小渕派） |                                                     | 再入閣                                         |
| 自治大臣 国家公安委員会委員長   | 村田敬次郎 |      | 衆議院 自由民主党 （三塚派） |                                                     | 再入閣                                         |
| 内閣官房長官                    | 河野洋平   |      | 衆議院 自由民主党 （宮澤派） | 婦人問題担当                                        | 再入閣                                         |
| 総務庁長官                      | 鹿野道彦   |      | 衆議院 自由民主党 （三塚派） |                                                     | 再入閣                                         |
| 北海道開発庁長官 沖縄開発庁長官 | 北修二     |      | 参議院 自由民主党 （河本派） |                                                     | 初入閣                                         |
| 防衛庁長官                      | 中山利生   |      | 衆議院 自由民主党 （小渕派） |                                                     | 初入閣                                         |
| 経済企画庁長官                  | 船田元     |      | 衆議院 自由民主党 （羽田派） |                                                     | 初入閣 1993年6月18日免                         |
| 経済企画庁長官                  | 宮澤喜一   |      | 衆議院 自由民主党 （宮澤派） | 事務取扱 （内閣総理大臣兼任）                       | 1993年6月18日任 1993年6月21日免 自由民主党総裁 |
| 経済企画庁長官                  | 高鳥修     |      | 衆議院 自由民主党 （小渕派） |                                                     | 1993年6月21日任 再入閣                         |
| 科学技術庁長官                  | 中島衛     |      | 衆議院 自由民主党 （羽田派） | 原子力委員会委員長                                  | 初入閣 1993年6月18日免                         |
| 科学技術庁長官                  | 宮澤喜一   |      | 衆議院 自由民主党 （宮澤派） | 事務取扱 （内閣総理大臣兼任）                       | 1993年6月18日任 1993年6月21日免 自由民主党総裁 |
| 科学技術庁長官                  | 渡辺省一   |      | 衆議院 自由民主党 （宮澤派） | 原子力委員会委員長                                  | 1993年6月21日任 初入閣                         |
| 環境庁長官                      | 林大幹     |      | 衆議院 自由民主党 （渡辺派） | 地球環境問題担当                                    | 初入閣                                         |
| 国土庁長官                      | 井上孝     |      | 参議院 自由民主党 （小渕派） | 研究・学園都市担当                                  | 初入閣                                         |

### 内閣官房副長官・内閣法制局長官
1992年（平成4年）12月12日任命。
| 職名           | 氏名     | 氏名 | 出身等                       | 特命事項等 | 備考 |
| -------------- | -------- | ---- | ---------------------------- | ---------- | ---- |
| 内閣官房副長官 | 近藤元次 |      | 衆議院 自由民主党 （宮澤派） | 政務担当   |      |
| 内閣官房副長官 | 石原信雄 |      | （自治省）                   | 事務担当   |      |
| 内閣法制局長官 | 大出峻郎 |      | 内閣法制局                   |            |      |

### 政務次官
1992年（平成4年）12月26日任命。
| 職名               | 氏名       | 出身等                       | 備考              |
| ------------------ | ---------- | ---------------------------- | ----------------- |
| 法務政務次官       | 志村哲良   | 参議院／自由民主党（小渕派） |                   |
| 外務政務次官       | 柿澤弘治   | 衆議院／自由民主党（渡辺派） | 再任              |
| 大蔵政務次官       | 村上誠一郎 | 衆議院／自由民主党（河本派） |                   |
| 大蔵政務次官       | 片山虎之助 | 参議院／自由民主党（小渕派） |                   |
| 文部政務次官       | 鈴木恒夫   | 衆議院／自由民主党（宮澤派） |                   |
| 厚生政務次官       | 木村義雄   | 衆議院／自由民主党（渡辺派） |                   |
| 農林水産政務次官   | 石破茂     | 衆議院／自由民主党（渡辺派） | 1993年6月21日免   |
| 農林水産政務次官   | 遠藤武彦   | 衆議院／自由民主党（渡辺派） | 1993年6月22日任   |
| 農林水産政務次官   | 須藤良太郎 | 参議院／自由民主党（小渕派） |                   |
| 通商産業政務次官   | 逢沢一郎   | 衆議院／自由民主党（宮澤派） |                   |
| 通商産業政務次官   | 鹿熊安正   | 参議院／自由民主党（三塚派） |                   |
| 運輸政務次官       | 武部勤     | 衆議院／自由民主党（渡辺派） |                   |
| 郵政政務次官       | 笹川尭     | 衆議院／自由民主党（小渕派） | 1992年12月免      |
| 郵政政務次官       | 斉藤斗志二 | 衆議院／自由民主党（小渕派） | 1992年12月任      |
| 労働政務次官       | 清水嘉与子 | 参議院／自由民主党（三塚派） |                   |
| 建設政務次官       | 東力       | 衆議院／自由民主党（渡辺派） |                   |
| 自治政務次官       | 片岡武司   | 衆議院／自由民主党（渡辺派） |                   |
| 総務政務次官       | 尾辻秀久   | 参議院／自由民主党（小渕派） |                   |
| 北海道開発政務次官 | 北村直人   | 衆議院／自由民主党（羽田派） | 1993年6月18日免   |
| 北海道開発政務次官 | 成瀬守重   | 参議院／自由民主党（三塚派） | 1993年6月22日任   |
| 防衛政務次官       | 三原朝彦   | 衆議院／自由民主党（小渕派） | 1993年6月21日免   |
| 防衛政務次官       | 鈴木宗男   | 衆議院／自由民主党（小渕派） | 1993年6月22日任   |
| 経済企画政務次官   | 二田孝治   | 衆議院／自由民主党（宮澤派） |                   |
| 科学技術政務次官   | 渡海紀三朗 | 衆議院／自由民主党（三塚派） | 1993年6月21日免   |
| 科学技術政務次官   | 野田実     | 衆議院／自由民主党（三塚派） | 1993年6月22日任   |
| 環境政務次官       | 合馬敬     | 参議院／自由民主党（渡辺派） |                   |
| 沖縄開発政務次官   | 仲村正治   | 衆議院／自由民主党（羽田派） | 1993年6月18日免   |
| 沖縄開発政務次官   | （欠員）   | （欠員）                     | 1993年6月22日まで |
| 沖縄開発政務次官   | 鴻池祥肇   | 衆議院／自由民主党（河本派） | 1993年6月22日任   |
| 国土政務次官       | 杉浦正健   | 衆議院／自由民主党（三塚派） |                   |

## 内閣の動き
海部俊樹内閣は、1988年（昭和63年）に起きたリクルート事件以後の政治不信を背景とした、選挙制度改革（中選挙区制廃止）と政治資金規正法の改正を柱とする政治改革の実現を公約のトップに掲げて1990年（平成2年）2月18日投開票の第39回衆議院議員総選挙に勝利し、内閣支持率も高い水準にあった。しかし、海部内閣の提出した政治改革法案は自民党内の反対派の強い抵抗を受けて審議未了・廃案となり、内閣自体も退陣に追い込まれた。
1991年（平成3年）11月5日に発足した宮澤内閣は、政治改革の実現を引き続き最重要課題に掲げたものの、与野党ともに現行制度の維持を本音とする議員が多数を占めており、改革実現へ向けた動きは低調であった。
内閣官房長官の河野洋平は宮澤喜一首相に呼ばれ「女性の社会への参加を求める政策を柱の一つにする。ついては、女性担当大臣を新たに置くから、君がやれ」と言われ、婦人問題担当を命じられるが、「ちょっと待ってください。内閣には森山眞弓さんという文部大臣がおられるから、森山さんにお願いされたらどうですか」と固辞したが、宮澤首相に「君、そういうことをいうからダメなんだ。女性の問題は女性がやればいいという発想が大体間違っている。官房長官のポストはそういうポストだから、君がやれ」と言われ、婦人問題担当にすることになった。
ところが1992年（平成4年）8月、自民党副総裁金丸信が5億円のヤミ献金発覚（金丸事件）を認めて副総裁を辞任、罰金20万円の略式起訴を受けた。金丸は世論の強い反発によって10月14日に議員辞職に追い込まれる。金丸引退によって最大派閥・竹下派（経世会）の後継者争いが勃発し、10月28日、梶山静六・橋本龍太郎らが支持する小渕恵三が新会長に就任した（小渕派）。一方小沢一郎や若手改革派の議員は「ミスター政治改革」と呼ばれていた羽田孜を擁立し、宮澤改造内閣発足直後の12月18日に新たな派閥（羽田派）を結成した。
従来より続く竹下派支配の政権であったが、この混乱に目をつけた宮澤が竹下派の牙城である郵政大臣には郵政民営化論者として知られる三塚派の小泉純一郎を起用、小泉は郵政の優遇是正を打ち出すが郵政省の猛反発に会い笹川尭政務次官が辞任するなど、行政機能は著しく低下した。
金丸事件によって政治改革の実現を求める世論は再び盛り上がり、与野党ともこれに取り組む姿勢を示す必要に迫られる。羽田派からは「政治改革が実現できなければ、離党もやむなし」との強硬論が噴出し、「改革派」を標榜する数十名の若手議員たちがこれに呼応していた。一方で、梶山幹事長を始めとする小渕派やYKKなど自民党内の大勢は中選挙区制を維持したい「守旧派」（小選挙区比例代表並立制反対派）であった。
翌1993年（平成5年）3月6日に金丸が脱税容疑で逮捕されると、世論の改革圧力はさらに強まる。与党は単純小選挙区制を柱とする改革案を決定し、社会党・公明党は比例代表を重点とする小選挙区比例代表併用制案をまとめ、3月から4月にかけて双方の法案が国会に提出されるが、これには互いに相容れない案を主張することで対決を演出し、どちらも廃案に持ち込もうという暗黙の意図があった。
4月7日に渡辺美智雄副総理兼外務大臣が病気辞任すると、宮澤喜一首相は、羽田派領袖の羽田に外務大臣就任を要請し、挙党体制による政局の安定化を図ったが、これを懐柔策と見た小沢らの進言により羽田が入閣を固辞した。この人事の失敗はかえって不穏な空気を自民党内に漂わせる結果となってしまった（副総理後任は法務大臣の後藤田正晴、外務大臣後任は武藤嘉文）。
政治改革の実現を危ぶんだ自民党若手議員の会が野党と妥協してでも今国会での改革実現を求めて219名分の議員署名を5月25日に集めると、宮澤は5月31日に出演したテレビのインタビュー番組で「（政治改革は）どうしてもこの国会でやる。やらなければならない。私は嘘はつかない」と言い切る。しかし自民党執行部は反対派で固められており、内閣は最終的に政治改革法案の成立を断念した。
宮澤内閣が政治改革の実現を謳いながらついに法案の提出すらできない結果となったことを受け、野党は内閣不信任決議案を6月18日に提出した。自民党内からも羽田派を中心にこれに同調する造反議員が続出し（羽田派所属の中島衛科学技術庁長官・船田元経済企画庁長官の2閣僚は辞職した後、内閣不信任案に賛成した）、内閣不信任案が可決された。宮澤は、同日衆議院を解散し総選挙によって国民の信を問う選択を行なった。このため、内閣総辞職を期待していた羽田派は6月23日に集団離党して新生党を結成した。また、武村正義が率いるグループは内閣不信任案には反対票を投じたものの、新生党結党より早い21日に新党さきがけを結成した。
7月18日投開票の第40回衆議院議員総選挙で、自民党は政治改革の頓挫や新党ブームのために単独過半数を大きく割り込んだものの選挙前勢力を維持しており、梶山幹事長が「これで宮澤に辞めてもらえれば万々歳ですな」と漏らすなど執行部には連立工作を楽観視するムードさえあった。ところが翌日の代議士会では執行部批判が相次ぎ、また小泉郵政大臣が内閣の即時総辞職を求めて辞任するという事態まで生じた（7月20日）。自民党は武村の自治省時代の先輩・後藤田を後継の総理総裁とすることによって新党さきがけ・日本新党との連立政権を模索したものの、後藤田の固辞によって不調に終わった。宮澤は政権維持の不可能を悟って、7月30日にまず後継の自民党総裁を河野洋平にバトンタッチ。総選挙を受けて召集された特別国会において細川護熙首班・非自民7党1会派の新政権発足が決定した8月9日、宮澤改造内閣は総辞職し、1955年（昭和30年）の保守合同以来の自民党長期連続政権に終止符が打たれた。
尚、この宮澤改造内閣時代のトピックスとして、
1. 皇太子徳仁親王と小和田雅子の成婚の儀：1993年（平成5年）6月9日
2. 日本・東京都での第19回先進国首脳会議の開催：1993年（平成5年）7月7日 - 7月9日
3. 北海道南西沖地震：1993年（平成5年）7月12日

が挙げられる。